# Pluto knäcker nötter
Pluto knäcker nötter (engelska: Private Pluto) är en amerikansk animerad kortfilm med Pluto från 1943.

## Handling
Pluto är vakthund på en militärbas och har fått i uppdrag att vakta en bunker från inkräktare. Men snart visar det sig att de två ekorrarna Piff och Puff tar sig in i den med en massa jordnötter och använder kanonen som nötknäppare.

## Om filmen
Filmen är den första som ekorrarna Piff och Puff medverkar i, däremot nämns de inte vid namn i filmen. Samtidigt som de var en plåga för Kalle Anka i flera filmer, kom de även att busa med Pluto i filmerna Pluto på hal spis, som utkom 1946 och Plutos julgran, som utkom 1952.
Filmen hade svensk premiär den 13 december 1943 på Sture-Teatern i Stockholm och ingick i kortfilmsprogrammet Kalle Anka på nya upptåg tillsammans med sju kortfilmer till; Pluto bland vilda djur, Kalle Ankas guldgruva, Far och flyg (ej Disney), Jan Långben lär sig simma, Kalle Anka lär sig flyga, Med kung Vinter på semester (ej Disney) och Kalle Anka som batterist.

## Rollista
- Pinto Colvig – Pluto
- Norma Swank – Piff
- Dessie Flynn – Puff[7]